# مشت (فیلم ۲۰۱۶)
مشت (به هندی: Dishoom) فیلمی است محصول سال ۲۰۱۶ و به کارگردانی روهیت داوان است. در این فیلم بازیگرانی همچون جان آبراهام، وارون داوان، ژاکلین فرناندز، آکشای کانا، ساغیب سالم، راهول دو، نرگس فخری، پرینیتی چوپرا، آکشی کومار، ویجای راز، ساتیش کایشیک ایفای نقش کرده‌اند.

## بازیگران و نقش‌ها
- جان آبراهام: کبیر شرگیل
- وارون داوان: جنید انصاری
- ژاکلین فرناندز: ایشیکا
- آکشای کانا:رباینده ویجی شارما
- پرینیتی چوپرا: دوست جنید

## داستان
درجریان مسابقات کریکت در خاورمینانه، ۴۸ ساعت قبل از مسابقه نهایی میان هند و پاکستان، «ویجی شارما» کریکت باز هندوستانی ناپدید می‌شود، مقامات ویدیویی از یک مرد ناشناس دریافت می‌کنند که می‌گوید ویجی را ربوده‌است. وزیر دفاع هند «کبیر شرگیل» (جان آبراهام) را برای این مأموریت انتخاب می‌کند. کبیر به امارات متحده عربی می‌رود و یک افسر دست و پا چلفتی، «جنید انصاری»(وارون داوان)، که حتی قادر به پیدا کردن یک سگ مفقود شده به نام «برادمن»، نبوده را به عنوان دستیارش انتخاب می‌کند چون جنید شهر را به خوبی می‌شناسد. در هنگام گشت و گذار در شهر، جنید بالاخره «برادمن» را پیدا می‌کند! و برای دوباره مفقود نشدن آن، به آن دوربین وصل می‌کند.
طی این جستجو و رد یابی یک شماره موبایل مشکوک آن‌ها به دختری به نام «ایشیکا» (ژاکلین فرناندز) می‌رسند که بعد متوجه می‌شوند که او در این ماجرا نقشی ندارد بلکه فقط گوشی موبایل فرد مشکوک را دزدیده‌است! آن‌ها در طی تحقیقات حتی شخص ناشناس تهدیدکننده در ان ویدئو را پیدا می‌کنند اما متوجه می‌شوند که او فقط یک بازیگر است که ربایندهٔ واقعی از او فقط برای ضبط ویدئو استفاده کرده‌است. با رخ دادن اتفاقات متعدد آن‌ها موفق به پیدا کردن ویجی نمی‌شوند و کبیر سوار هواپیما می‌شود تا به هند بازگردد. جنید تصمیم می‌گیرد چک کند که «برادمن» الان کجاست! که یک دفعه در دوربین روی سر ان سگ، «ویجی شارما» و رباینده اصلی را می‌بینند و …